# Mucha calidad (álbum)
Mucha calidad es el nombre del primer y único álbum de estudio de los cantantes puertorriqueños Nova & Jory. Fue lanzado el 12 de julio de 2011 bajo el sello Millones Records y distribuido por Select-O-Hits.
Contiene el sencillo «Aprovecha» y colaboraciones de Daddy Yankee, Ñengo Flow, Alexis & Fido, Yomo, Ángel & Khriz y Gallego.

## Antecedentes
Comenzaron la grabación del disco, debido a alta repercusión que tuvo la canción «Bien loco», la cual ayudó al dúo a posicionarse como unos de los talentos nuevos más destacables del momento y debido a esto, empezaron la grabación de su primer álbum.

## Lista de canciones
- Adaptados desde TIDAL.[5]

| N.º   | Título                                | Productor(es)                        | Duración |  |
| 1.    | «Intro» (con Gallego)                 | Santana · Jan Paul                   | 3:45     |  |
| 2.    | «Actívate»                            | Jan Paul                             | 3:19     |  |
| 3.    | «Aprovecha» (con Daddy Yankee)        | Musicólogo & Menes                   | 3:42     |  |
| 4.    | «No sé»                               | Santana · Gocho                      | 3:46     |  |
| 5.    | «Todo se acabó»                       | Santana · Jan Paul                   | 3:51     |  |
| 6.    | «Tu eres de esas» (con Alexis & Fido) | DJ Urba & Rome                       | 4:16     |  |
| 7.    | «Bésame»                              | Santana · Gocho · Jan Paul           | 3:38     |  |
| 8.    | «Cazador» (con Ñengo Flow)            | Predikador                           | 4:00     |  |
| 9.    | «Tengo una idea» (con Ángel & Khriz)  | Santana · Jan Paul                   | 4:15     |  |
| 10.   | «Sexo»                                | Jan Paul · Onyx                      | 3:41     |  |
| 11.   | «Sube el bajo»                        | Musicólogo & Menes                   | 3:26     |  |
| 12.   | «Adivina qué» (con Yomo)              | Santana                              | 4:05     |  |
| 13.   | «Ya llevo tiempo»                     | Santana · Jan Paul                   | 4:03     |  |
| 14.   | «Bésame (R&B Versión)»                | Santana · Gocho · Jan Paul · Ivanlee | 3:29     |  |
| 53:24 |                                       |                                      |          |  |

## Posicionamiento
| Listas (2011)                        | Mejor posición |
| ------------------------------------ | -------------- |
| Estados Unidos (Latin Rhythm Albums) | 4              |
| Estados Unidos (Top Latin Albums)    | 43             |